# Aphrosaurus furlongi
L'afrosauro (Aphrosaurus furlongi) è un rettile marino estinto, appartenente ai plesiosauri. Visse nel Cretaceo superiore (Maastrichtiano, circa 70 milioni di anni fa) e i suoi resti sono stati ritrovati in Nordamerica (California). Fu uno degli ultimi plesiosauri sopravvissuti.

## Descrizione
Questo rettile marino è noto per un paio di scheletri incompleti, appartenenti a un giovane e a un adulto, privi di cranio. Come tutti i plesiosauri, Aphrosaurus possedeva un collo molto lungo e zampe simili a pagaie con le quali direzionava il nuoto. La corporatura di Aphrosaurus era piuttosto leggera se rapportata ad altri animali simili (ad esempio Morenosaurus), e i coracoidi erano piuttosto corti. Il collo, invece, era molto allungato (possedeva 57 vertebre cervicali). Probabilmente questo animale raggiungeva la lunghezza di circa 10 metri.

## Classificazione
I resti di questo plesiosauro sono stati ritrovati nella formazione Moreno (Contea di Fresno, California) e sono stati descritti per la prima volta nel 1943 da Welles. Aphrosaurus (il cui nome significa "lucertola della schiuma marina") è considerato un tipico rappresentante degli elasmosauridi, una famiglia di plesiosauri molto diffusi nel Cretaceo superiore nordamericano; nella stessa formazione sono stati ritrovati altri due elasmosauri: Morenosaurus (più primitivo e potente, dal collo più corto) e Fresnosaurus, noto solo per un esemplare giovane e probabilmente più grosso e robusto.